# Andrew Wiggins
Andrew Christian Wiggins (Thorton, 23 febbraio 1995) è un cestista canadese, professionista nella NBA con i Miami Heat.

## Caratteristiche tecniche
Durante il periodo in Minnesota è cresciuto velocemente in attacco, arrivando a una media di 20 punti a partita nel suo secondo anno in NBA. Tuttavia non era ancora pronto come regista, fornendo assist col rischio di perdere palla per errori di lettura, frequenti anche in difesa. Giocare in squadra con coach Tom Thibodeau, a fianco a Jimmy Butler e Karl-Anthony Towns l'ha aiutato a crescere anche sotto questi aspetti. Ai Golden State Warriors ha cambiato tendenza, facendosi valere nel giocare su due fronti e risultando fondamentale nella vittoria della lega nel 2022. In questo periodo della sua carriera si è mostrato versatile con la sua velocità, con i suoi rimbalzi, nel pick and roll e nell'attaccare il tabellone.

## Carriera

### Primi anni e college

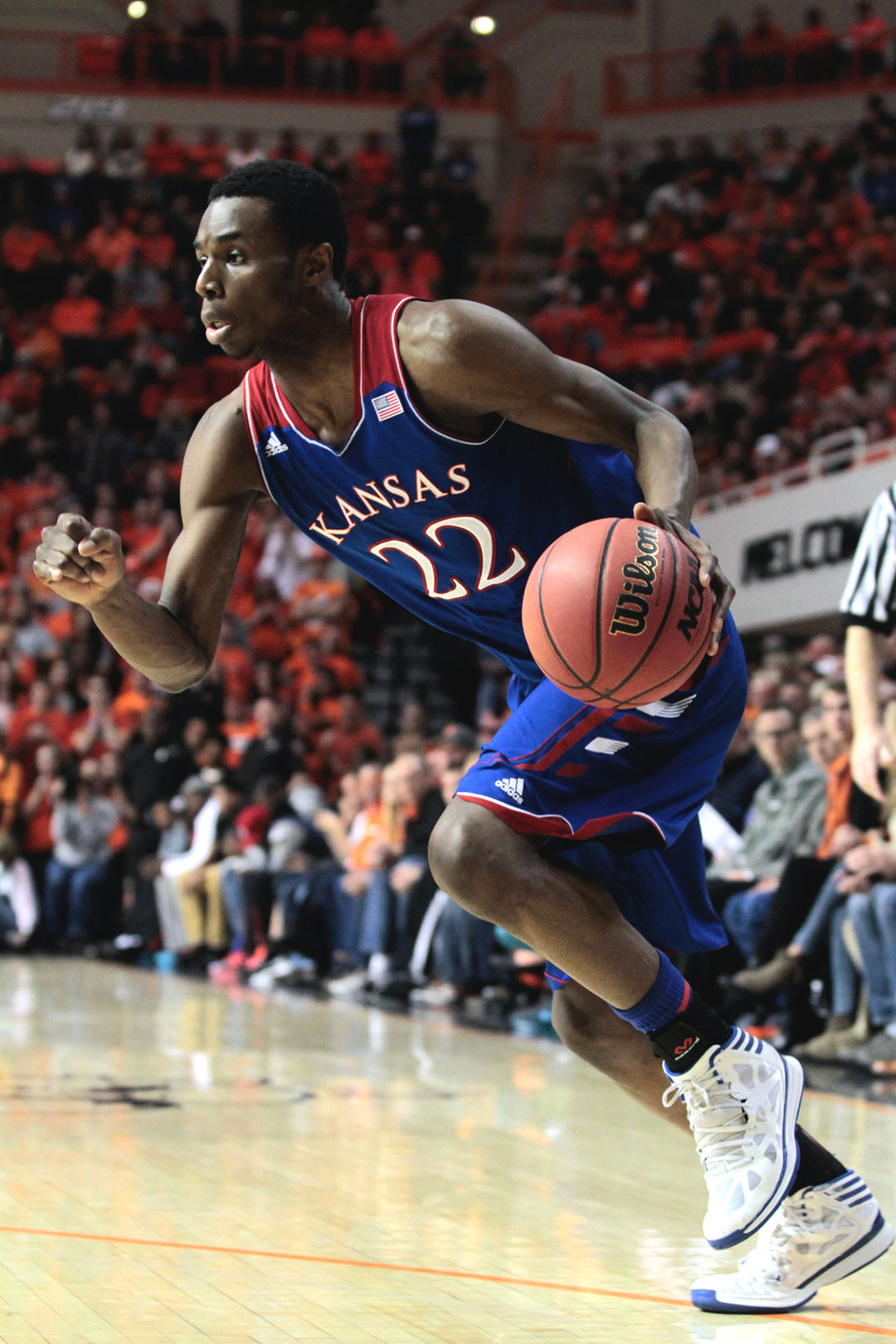
Wiggins con la maglia dei Kansas Jayhawks

Figlio di Marita Payne, due volte argento alle Olimpiadi del 1984, e dell'ex cestista Mitchell Wiggins, gioca nel ruolo di ala piccola nei Kansas Jayhawks. Era considerato uno dei giocatori più promettenti a livello di college, e tra i più probabili ad approdare come prima scelta in NBA. L'interesse nei suoi confronti è tale che l'emittente sportiva canadese TSN ha acquisito i diritti delle partite dei Kansas Jayhawks al fine di seguire le prestazioni di Wiggins.
Ha iniziato la carriera a livello high school nella Vaughan Secondary School di Vaughan (Ontario), proseguendo poi per altre due stagioni alla Huntington Prep School di Huntington (Virginia Occidentale). Dall'estate 2013 si è trasferito ai Jayhawks. Al termine della stagione 2012-13 è stato insignito del Naismith Prep Player of the Year, nonché del titolo di Mr. Basketball USA e di Gatorade Player of the Year; ha inoltre preso parte al McDonald's All-American Game.

### NBA
Il 31 marzo 2014 si dichiara eleggibile per il draft 2014. Il 26 giugno 2014 viene selezionato al draft con la prima scelta assoluta dai Cleveland Cavaliers. È stato il secondo canadese ad essere selezionato con la prima scelta al draft NBA dopo Anthony Bennett, selezionato dagli stessi Cavaliers al draft 2013.
Il 23 agosto 2014 viene ceduto insieme ad Anthony Bennett ai Minnesota Timberwolves in cambio di Kevin Love in uno scambio che ha coinvolto anche i Philadelphia 76ers. È diventato il secondo giocatore dalla fusione ABA-NBA dopo Chris Webber ad essere selezionato al draft con la prima scelta ed essere immediatamente ceduto senza aver mai giocato una partita ufficiale con la squadra che l'ha selezionato.

### Stagione da Rookie (2014-15)

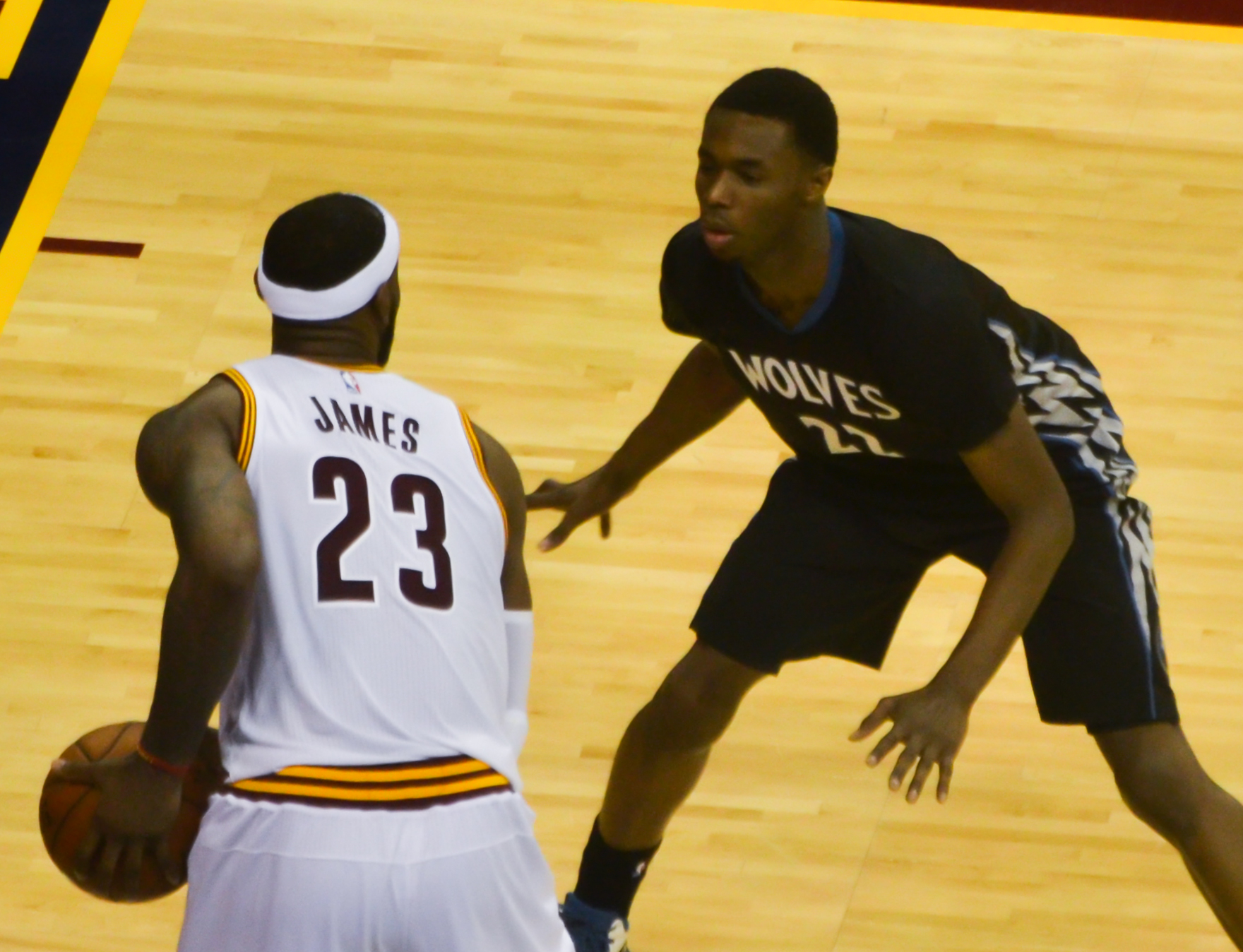
Wiggins marca LeBron James

Il debutto in NBA è segnato da un'ottima prova sul parquet degli Indiana Pacers: per lui 18 punti, 4 rimbalzi, 3 assist e altrettante stoppate. Raggiunge il suo career-high contro i Cleveland Cavaliers con 33 punti in un duello con LeBron James che chiuderà con 36 punti. Nell'NBA All-Star Weekend 2015, nella prima serata di gare, vince il titolo di MVP nella sfida delle Rising Stars tra Rookie e Sophomore (USA vs WORLD) mettendo a segno una prestazione da 22 punti, 6 rimbalzi e 4 assist. La sfida verrà vinta proprio dal Team di Wiggins, composto da atleti non americani che sconfiggeranno gli statunitensi per 121-112. Il 1º maggio la NBA gli conferisce il premio di Matricola dell'anno della stagione 2014-15.

### Stagione 2016-17
Il 13 novembre 2016 realizza il suo career-high con 47 punti nella partita vinta da Minnesota per 125-99 contro i Los Angeles Lakers.

### Stagione 2019-20
Il 6 febbraio 2020 viene ceduto dai Minnesota Timberwolves ai Golden State Warriors in cambio di D'Angelo Russell, Jacob Evans e Omari Spellman.

### Nazionale
Wiggins ha vinto la medaglia di bronzo ai Mondiali Under-17 disputati nel 2010 in Germania, e ai Campionati americani Under-18 disputati nel 2012 in Brasile.

## Statistiche

### NCAA
| Anno      | Squadra         | PG | PT | MP   | TC%  | 3P%  | TL%  | RP  | AP  | PRP | SP  | PP   |
| --------- | --------------- | -- | -- | ---- | ---- | ---- | ---- | --- | --- | --- | --- | ---- |
| 2013-2014 | Kansas Jayhawks | 35 | 35 | 32,8 | 44,8 | 34,1 | 77,5 | 5,9 | 1,5 | 1,2 | 1,0 | 17,1 |
| Carriera  | Carriera        | 35 | 35 | 32,8 | 44,8 | 34,1 | 77,5 | 5,9 | 1,5 | 1,2 | 1,0 | 17,1 |

#### Massimi in carriera
- Massimo di punti: 41 vs West Virginia (8 marzo 2014)[11]
- Massimo di rimbalzi: 19 vs Iowa State (13 gennaio 2014)
- Massimo di assist: 5 (2 volte)
- Massimo di palle rubate: 5 vs West Virginia (8 marzo 2014)
- Massimo di stoppate: 4 vs West Virginia (8 marzo 2014)
- Massimo di minuti giocati: 45 vs Oklahoma State-Stillwater (13 marzo 2014)

### NBA

#### Regular Season
| Anno       | Squadra            | PG  | PT  | MP   | TC%  | 3P%  | TL%  | RP  | AP  | PRP | SP  | PP   |
| ---------- | ------------------ | --- | --- | ---- | ---- | ---- | ---- | --- | --- | --- | --- | ---- |
| 2014-2015  | Minnesota T'wolves | 82  | 82  | 36,2 | 43,7 | 31,0 | 76,0 | 4,6 | 2,1 | 1,0 | 0,6 | 16,9 |
| 2015-2016  | Minnesota T'wolves | 81  | 81  | 35,1 | 45,9 | 30,0 | 76,1 | 3,6 | 2,0 | 1,0 | 0,6 | 20,7 |
| 2016-2017  | Minnesota T'wolves | 82  | 82  | 37,2 | 45,2 | 35,6 | 76,0 | 4,0 | 2,3 | 1,0 | 0,4 | 23,6 |
| 2017-2018  | Minnesota T'wolves | 82  | 82  | 36,3 | 43,8 | 33,1 | 64,3 | 4,4 | 2,0 | 1,1 | 0,6 | 17,7 |
| 2018-2019  | Minnesota T'wolves | 73  | 73  | 34,8 | 41,2 | 33,9 | 69,9 | 4,8 | 2,5 | 1,0 | 0,7 | 18,1 |
| 2019-2020  | Minnesota T'wolves | 42  | 42  | 34,6 | 44,4 | 33,1 | 72,0 | 5,2 | 3,7 | 0,7 | 0,9 | 22,4 |
| 2019-2020  | G.S. Warriors      | 12  | 12  | 33,6 | 45,7 | 33,9 | 67,2 | 4,6 | 3,6 | 1,3 | 1,4 | 19,4 |
| 2020-2021  | G.S. Warriors      | 71  | 71  | 33,3 | 47,7 | 38,0 | 71,4 | 4,9 | 2,4 | 0,9 | 1,0 | 18,6 |
| 2021-2022† | G.S. Warriors      | 73  | 73  | 31,9 | 46,6 | 39,3 | 63,4 | 4,5 | 2,2 | 1,0 | 0,7 | 17,2 |
| 2022-2023  | G.S. Warriors      | 37  | 37  | 32,2 | 47,3 | 39,6 | 61,1 | 5,0 | 2,3 | 1,2 | 0,8 | 17,1 |
| 2023-2024  | G.S. Warriors      | 71  | 59  | 27,0 | 45,3 | 35,8 | 75,1 | 4,5 | 1,7 | 0,6 | 0,6 | 13,2 |
| 2024-2025  | G.S. Warriors      | 43  | 43  | 30,1 | 44,4 | 37,9 | 77,7 | 4,6 | 2,3 | 0,9 | 0,8 | 17,6 |
| 2024-2025  | Miami Heat         | 17  | 17  | 32,1 | 45,8 | 36,0 | 73,1 | 4,2 | 3,3 | 1,2 | 1,0 | 19,0 |
| Carriera   | Carriera           | 766 | 754 | 33,8 | 44,9 | 35,6 | 72,5 | 4,5 | 2,3 | 1,0 | 0,7 | 18,5 |
| All-Star   | All-Star           | 1   | 1   | 15,0 | 57,1 | 50,0 | -    | 0,0 | 1,0 | 0,0 | 0,0 | 10,0 |

#### Play-off
| Anno     | Squadra            | PG | PT | MP   | TC%  | 3P%  | TL%  | RP  | AP  | PRP | SP  | PP   |
| -------- | ------------------ | -- | -- | ---- | ---- | ---- | ---- | --- | --- | --- | --- | ---- |
| 2018     | Minnesota T'wolves | 5  | 5  | 32,8 | 44,1 | 33,3 | 60,0 | 5,2 | 2,0 | 0,4 | 0,4 | 15,8 |
| 2022†    | G.S. Warriors      | 22 | 22 | 34,9 | 46,9 | 33,3 | 64,6 | 7,5 | 1,8 | 1,0 | 1,0 | 16,5 |
| 2023     | G.S. Warriors      | 13 | 12 | 34,0 | 45,9 | 29,7 | 68,1 | 5,6 | 1,9 | 0,8 | 1,2 | 16,7 |
| 2025     | Miami Heat         | 4  | 4  | 30,5 | 37,2 | 35,0 | 70,0 | 3,3 | 2,3 | 0,3 | 1,3 | 11,5 |
| Carriera | Carriera           | 44 | 43 | 34,0 | 45,6 | 32,4 | 65,5 | 6,3 | 1,9 | 0,8 | 1,0 | 16,0 |

#### Massimi in carriera
- Massimo di punti: 47 vs Los Angeles Lakers (13 novembre 2016)[12]
- Massimo di rimbalzi: 16 vs Boston Celtics (10 giugno 2022)
- Massimo di assist: 11 vs Toronto Raptors (18 gennaio 2020)
- Massimo di palle rubate: 6 vs Golden State Warriors (5 aprile 2016)
- Massimo di stoppate: 5 vs Indiana Pacers (12 gennaio 2021)
- Massimo di minuti giocati: 49 vs Los Angeles Lakers (25 marzo 2015)

## Palmarès

### Squadra
- Campionato NBA: 1

Golden State Warriors: 2022

### Individuale
- McDonald's All-American Game 2013
- Naismith Prep Player of the Year: 2013
- NCAA AP All-America Second Team (2014)
- MVP NBA Rising Stars Challenge (2015)
- NBA Rookie of the Year: 2014-2015
- NBA All-Rookie First Team (2015)
- NBA All-Star Game: 2022